# Carlo Smuraglia
Carlo Smuraglia, né le 12 août 1923 à Ancône et mort le 31 mai 2022 à Milan, est un homme politique et partisan italien, président de l'Association nationale des partisans italiens (ANPI) de 2011 à 2017.

## Biographie
Carlo Smuraglia est né à Ancône le 12 août 1923.

### La Résistance
Carlo Smuraglia a commencé ses études de droit à Pise, lorsqu'en 1943, avec l'armistice de Cassibile, il a quitté l'Université. Réfusant de rejoindre la République sociale italienne il participe  au mouvement de résistance italien en rejoignant le groupe de combat « Cremona », avec lequel il combat les nazis-fascistes des Marches à Venise, jusqu'à la reddition de Caserte de 1945.

### Après la guerre
Carlo Smuraglia retourne à l'Université et obtient son diplôme de droit à l'École supérieure Sainte-Anne de Pise et à l'Université de Pise, commençant une carrière politique comme conseiller provincial pour la justice dans la province de Pise.
Il enseigne le droit du travail à l'Université de Milan et à l'Université de Pavie et est élu conseiller régional de Lombardie puis nommé président de l'Assemblée régionale de 1978 à 1980 .
De 1986 à 1990, Carlo Smuraglia est membre du Conseil supérieur de la magistrature, alors dirigé par le président Francesco Cossiga.
De 1992 à 2001, Carlo Smuraglia est élu au Sénat avec le Parti démocrate de la gauche et nommé à la tête de la commission du travail du Sénat de 1994 à 2001.

### Président de l'ANPI
D'avril 2011 à novembre 2017, Carlo Smuraglia est élu président de l'ANPI.
En 2016, il  déclare que l'ANPI aurait soutenu le « Non » à l'occasion du Référendum constitutionnel italien de 2016 proposé par le Premier ministre Matteo Renzi.

### Mort
Carlo Smuraglia est mort à Milan le 31 mai 2022 à l'âge de 98 ans.

## Décoration
- Chevalier grand-croix de l'ordre du Mérite de la République italienne (2 juin 1980)